# فایزر

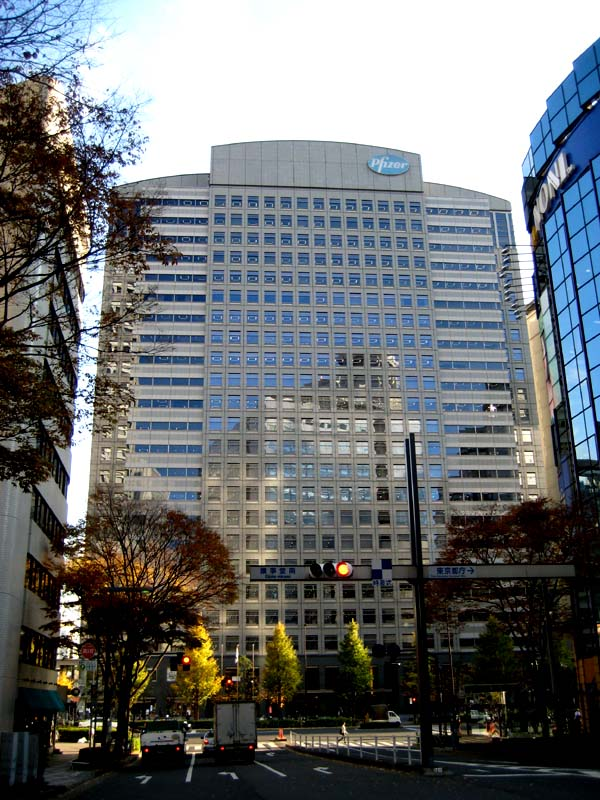
ستاد فایزر در ژاپن

فایزر (به انگلیسی: Pfizer) شرکت داروسازی و زیست‌فناوری چندملیتی آمریکایی است، که با درآمد سالانهٔ ۱۰۰ میلیارد دلار، به‌عنوان بزرگ‌ترین شرکت داروسازی جهان شناخته می‌شود.
شرکت فایزر در سال ۱۸۴۹ توسط یک شیمی‌دان آلمانی، به‌نام چارلز فایزر تأسیس شد. این شرکت در طول فعالیت خود در صنعت داروسازی، شرکت‌ها و کارخانجات دارویی بسیاری را خریداری، تصاحب و در مجموعهٔ فایزر ادغام نمود، که از آن جمله این شرکت‌ها می‌توان به ادغام وارنر-لمبرت در سال ۲۰۰۰، فارمسیا در ۲۰۰۳ و وایت در سال ۲۰۰۹ اشاره کرد.
دفتر مرکزی این کورپوریشن در شهر نیویورک قرار دارد و بخشی از سهام آن در بازار بورس نیویورک و نیز بازار بورس بمبئی معامله می‌شود و جزئی از میانگین صنعتی داو جونز به‌شمار می‌آید. شرکت فایزر در سال ۲۰۱۸ در فهرست فرچون ۵۰۰ با بیش از ۵۳ میلیارد دلار درآمد در رتبهٔ ۵۷ از بزرگ‌ترین شرکت‌های آمریکا قرار گرفت.
در ایران، فایزر در سال ۱۳۴۳ شرکتی را با نام لابراتوارهای فایزر، تحت مالکیت خود راه‌اندازی کرد. پس از وقوع انقلاب ۱۳۵۷، در جریان مصادرهٔ اموال و دارایی‌های ابتدای انقلاب، به علت بین‌المللی بودن، سهام و دارایی‌های این مجموعه، مشمول مصادره و نام آن نیز به «رازک» تغییر یافت.

## تاریخچه

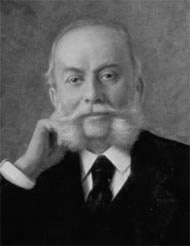
چارلز فایزر؛ بنیانگذار شرکت فایزر

ریشه‌های تأسیس شرکت داروسازی فایزر به سال ۱۸۴۹ باز می‌گردد، که شیمی‌دان آلمانی به‌نام چارلز فایزر اقدام به راه‌اندازی این شرکت نمود.

### قرن ۱۹
در دههٔ ۱۸۴۰ یک شیمی‌دان آلمانی به نام چارلز فایزر و یک قناد آلمانی به نام چارلز ارتارت، که با یکدیگر فامیل بودند پس از مهاجرت از اروپا به ایالات متحدهٔ آمریکا، در سال ۱۸۴۹ شرکت چارلز فایزر و شرکا را برای تولید مواد شیمیایی از جمله ترکیبات یُد، اسید سیتریک و اسید بوریک تأسیس کردند. مطالعات و تلاش آن‌ها موجب رشد فناوری تخمیر و تولید اسید سیتریک در مقادیر بسیار شد. از جمله موفقیت‌های اولیهٔ فایزر و ارتارت، تولید داروی سانتونین بود، که امروزه همچنان در درمان کرم‌های انگل، دارویی مؤثر می‌باشد.

### قرن ۲۰
به دنبال کشف پنی‌سیلین در سال ۱۹۲۸ توسط الکساندر فلمینگ، چگونگی آن در مقادیر بسیار مورد بحث قرار گرفت و چندین دانشمند از انگلستان برای پژوهش در این زمینه، رهسپار آمریکا شدند. فایزر در سال ۱۹۴۱ کلیهٔ امکانات خود از جمله مخازن بزرگ تخمیر مورد استفاده برای تولید اسید سیتریک را، در اختیار پروژهٔ تولید پنی‌سیلین قرار داد. فایزر پنی‌سیلین تهیه شده را برای درمان مجروحان جنگ جهانی دوم، به مناطق جنگی صادر می‌کرد.
به‌رغم محدودیت‌های اعمال شده در زمان جنگ جهانی دوم، فایزر بخشی از تولید پنی‌سیلین خود را روانهٔ بازار مصرف کرد، تا دیگر بیماران نیز از اثرات سودمند آن بهره‌مند شوند. پس از پایان‌یافتن جنگ و با رفع محدودیت‌های پیشین، فایزر به تولید هر چه بیشتر پنی‌سیلین اهتمام ورزید و به زودی به بزرگ‌ترین تولیدکنندهٔ پنی‌سیلین جهان (۵۰٪ درصد نیاز بازار جهانی دارو) تبدیل شد.
با تولید پنی‌سیلین توسط شرکت‌های متعدد و رقابت قیمتی به وجود آمده، فایزر کم‌کم علاقه به تولید پنی‌سیلین را از دست داد و پژوهش‌های خود را متوجه تولید دیگر آنتی‌بیوتیک‌ها و اقلام دارویی دیگر نمود. در دهه‌های ۱۹۴۰ و ۱۹۵۰، فایزر آنتی‌بیوتیک‌های معروف دیگری، از جمله اکسی تتراسایکلین و ترامایسین (اکسی تتراسایکلین) را تولید و عرضه کرد. تتراسایکلین نخستین آنتی‌بیوتیک تهیه شده با روش‌های مصنوعی است.
فایزر برای فروش ترامایسین تبلیغات بسیار بسیاری کرد و بر خلاف روال مرسوم به فروش مستقیم داروی خود به بیمارستان‌ها و داروخانه‌ها روی آورد، که این امر مخالفت‌های بسیاری را برانگیخت. این مسئله تا حدی مهم بود که «هنری ولش» کارشناس ادارهٔ مواد غذایی و دارویی ایالات متحدهٔ آمریکا که سرپرست بخش آنتی‌بیوتیک‌ها بود، مورد اتهام واقع شد و در پایان باعث تغییرات بنیادی در مقررات و قوانین ادارهٔ مواد غذایی و دارویی ایالات متحدهٔ آمریکا گردید. در میانه قرن بیستم شرکت فایزر روش‌های دستکاری مولکولی را به کار گرفت، که طی آن داروهای پرفروش دیگر شرکت‌ها را مبنای مطالعات خود قرار داده و با تهیهٔ مشتقات جدیدی که مؤثرتر و کم‌عارضه‌تر بودند، توانست داروهای پرفروش بسیاری به بازار عرضه کند. شرکت فایزر در سال ۱۹۶۳ شرکت داروسازی «دسیتین» را خریداری کرد که شماری داروی اوتی‌سی پر فروش از جمله قطرهٔ چشمی «وایزین»، داروهای ضد خارش و مسکن بن‌گی را تولید می‌کرد.
فایزر در سال ۱۹۸۱ داروی پیروکسیکام، با نام تجاری «فلدین» را تولید کرد، که به نخستین داروی پر فروش بالای یک میلیارد دلار این شرکت تبدیل شد. به دنبال آن داروهای دیگری با فروش بالای یک میلیارد دلار، توسط فایزر تولید شدند، که از جمله می‌توان به پروکاردیا (نفیدپین) در سال ۱۹۸۹، «زولوفت» یا سرترالین در سال ۱۹۹۲ اشاره کرد. «زایترک» برای درمان حساسیت و «گلوکترول» برای درمان دیابت نوع دوم، از دیگر داروهای معروف و پر فروش فایزر محسوب می‌شدند. شرکت فایزر در سال ۱۹۸۳ مادهٔ اولیه دفروکسامین مزیلات را به روش سنتتیک تولید و خلوصش را بیش از نوع تخمیری اعلام کرد و از آن پس، آن را برای تولید فراورده‌های دارویی به شرکت‌های دارویی مختلف می‌فروخت.

### قرن ۲۱

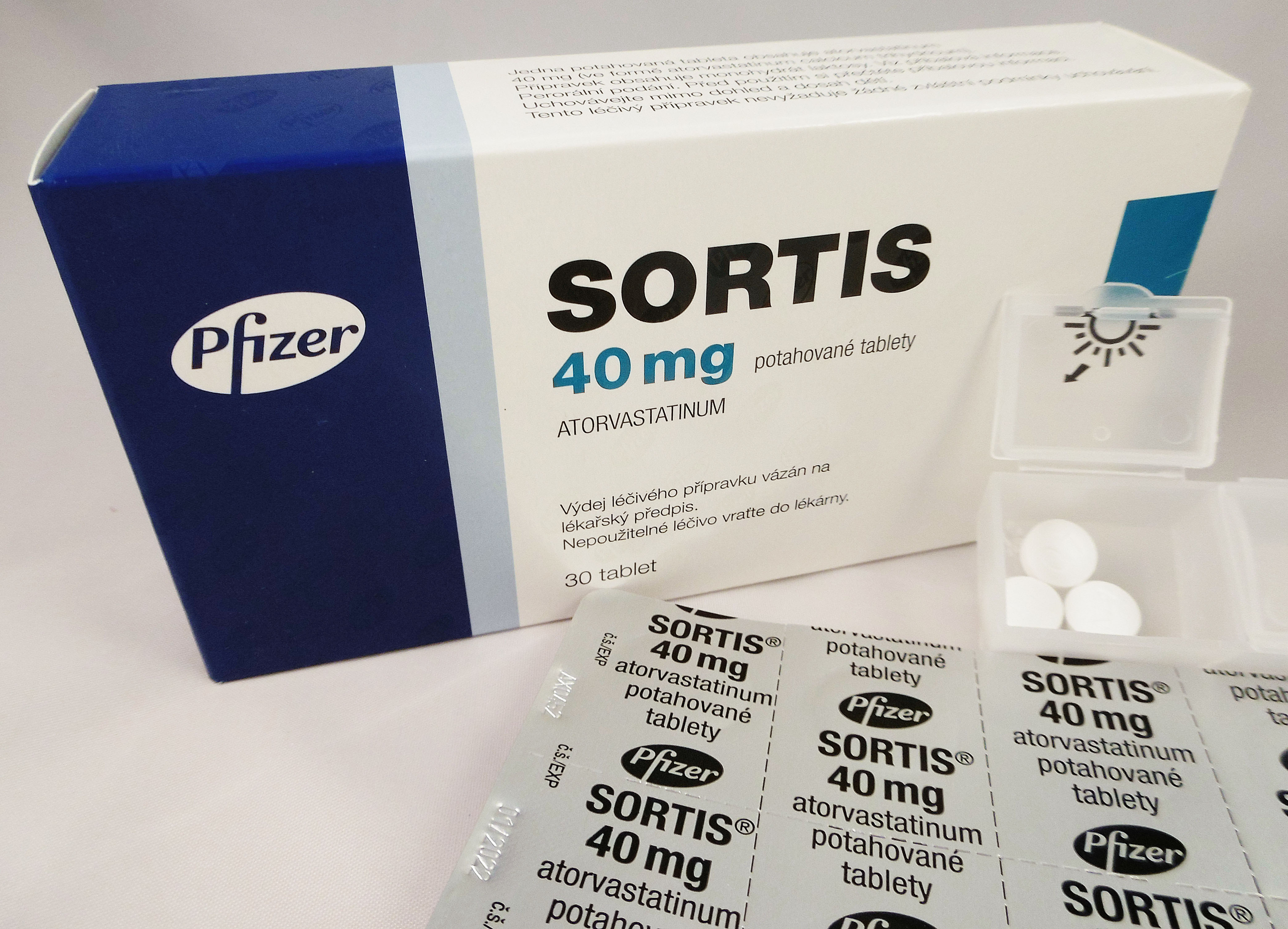
قرص ضدچربی‌خون (آتورواستاتین) فایزر

در سال ۲۰۰۰ با خرید شرکت جنرال موتورز، فایزر کاملاً متحول شد و نتیجه این خرید، فروش بسیار بالای لیپیتور بود. این شرکت در سال ۲۰۰۶ خط تولید مادۀ اولیه خود را به شرکت «اکسلا» واگذار کرد. شرکت فایزر در سال ۲۰۰۳ شرکت فارماسیا را خریداری نمود. این شرکت در سال ۲۰۰۹ دست به خرید بزرگی زد و با قیمت ۶۸ میلیارد دلار، شرکت دارویی ویئت را تصاحب نمود.
فایزر در ۲۰۱۵ با شرکت هوسپیرا توافق کرد تا این شرکت را به مبلغ ۱۵٫۲ میلیارد دلار خریداری کند. هوسپیرا از بزرگ‌ترین تولیدکنندگان داروی تزریقی در جهان است. در سال ۲۰۱۹ فایزر شاخه تولید ژنریک داروهای خود پس از انقضای پتنت Upjohn، را در شرکت مای‌لن (Mylan) ادغام کرد. پورتفوی این شرکت شامل فراورده‌هایی چون لیپیتور (آتورواستاتین)، سلبرکس (سلکوکسیب) و ویاگرا (سیلدنافیل) است.

## آمار
فایزر تنها شرکتی است، که بیش از ۵ دارو با فروش بیش از یک میلیارد دلار در بازار دارد. این شرکت با داشتن بیش از ۹۱ هزار کارمند در سراسر جهان، در سال ۲۰۱۲ میلادی درآمدی بالغ بر ۵۸ میلیارد دلار داشته‌است.

## فایزر در ایران

لابراتور داروسازی رازک (فایزر پیشین)

شرکت فایزر در سال ۱۹۶۴ شرکتی را با نام لابراتوارهای فایزر، تحت مالکیت خود در ایران راه‌اندازی کرد. پس از وقوع انقلاب ۱۳۵۷، در جریان مصادرهٔ اموال و دارایی‌ها، سهام و دارایی‌های این مجموعه به همراه پانزده شرکت دیگرِ داروسازی بین‌المللی در ایران، مصادره شد. این شرکت به سازمان صنایع ملی ایران انتقال و نام آن نیز به شرکت لابراتوارهای رازک تغییر یافت و اکنون شرکت رازک به صورت یک شرکت سهامی عام فعالیت می‌کند و بخشی از سهام آن نیز در بورس اوراق بهادار تهران معامله می‌شود. اکنون سهامدار عمده این مجموعه شرکت سرمایه‌گذاری تأمین اجتماعی است. همچنین ۱۳ درصد از سهام این شرکت به بنیاد تعاون سپاه و ستاد اجرایی فرمان امام در گروه دارویی برکت رسیده است.

## داروهای مشهور

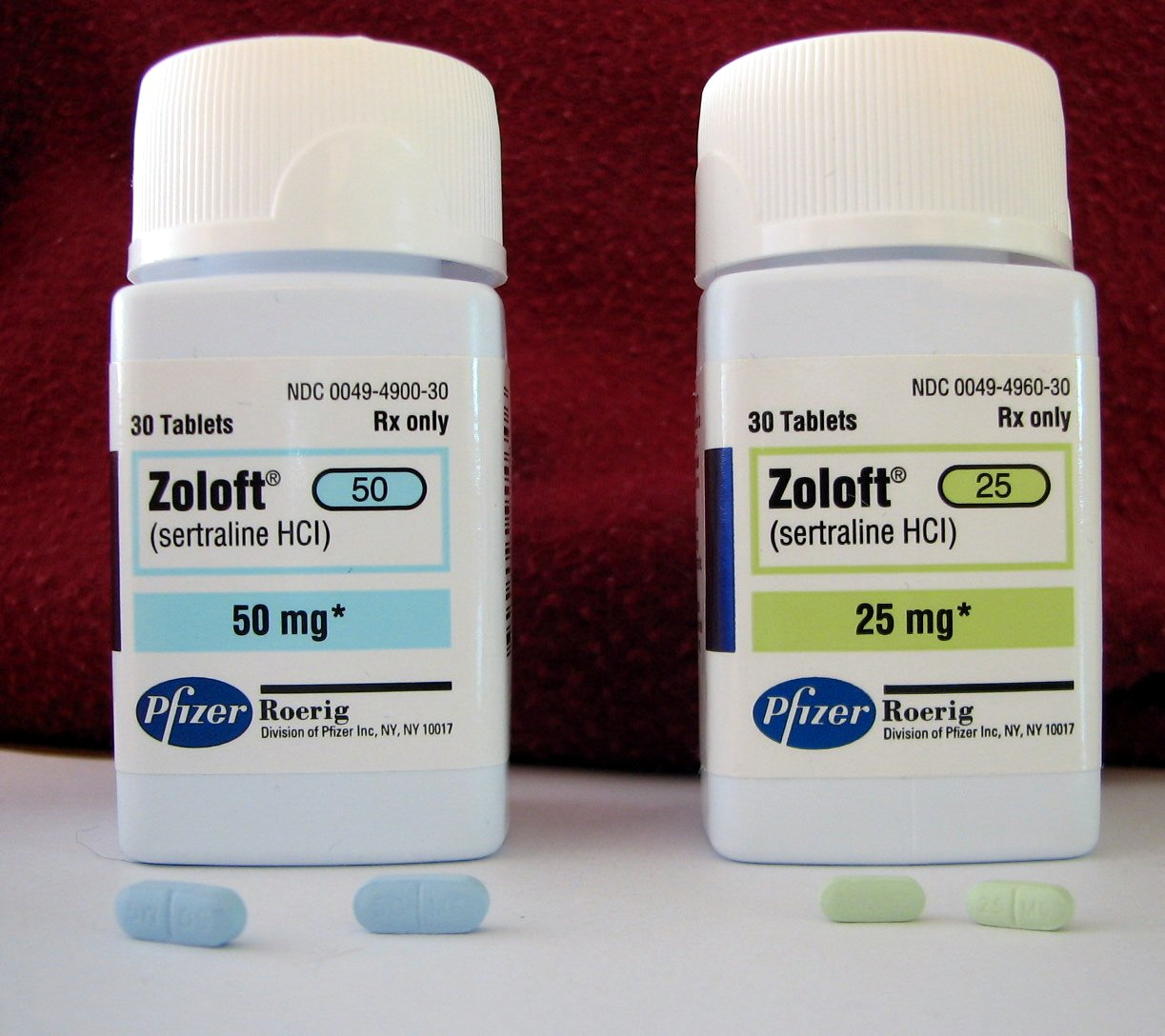
قوطی‌های زولوفت (سرترالین)، دارویی که به‌عنوان داروی ضدافسردگی در روان‌پزشکی به‌کار گرفته می‌شود.

شناخته‌شده‌ترین داروهای تولید فایزر عبارتند از:
- زیووکسید (لینزولید)
- سانتونین
- زاناکس (آلپرازولام)
- زولوفت (سرترالین)
- ویاگرا (سیلدنافیل)
- سلبرکس (سلکوکسیب)
- لیریکا (پرگابالین)
- واکسن کووید ۱۹ فایزر

زیترومکس ۱۰۰ و ۲۰۰
فاکتور ۸ فاکتور هشت